# Sigrid Hackbarth

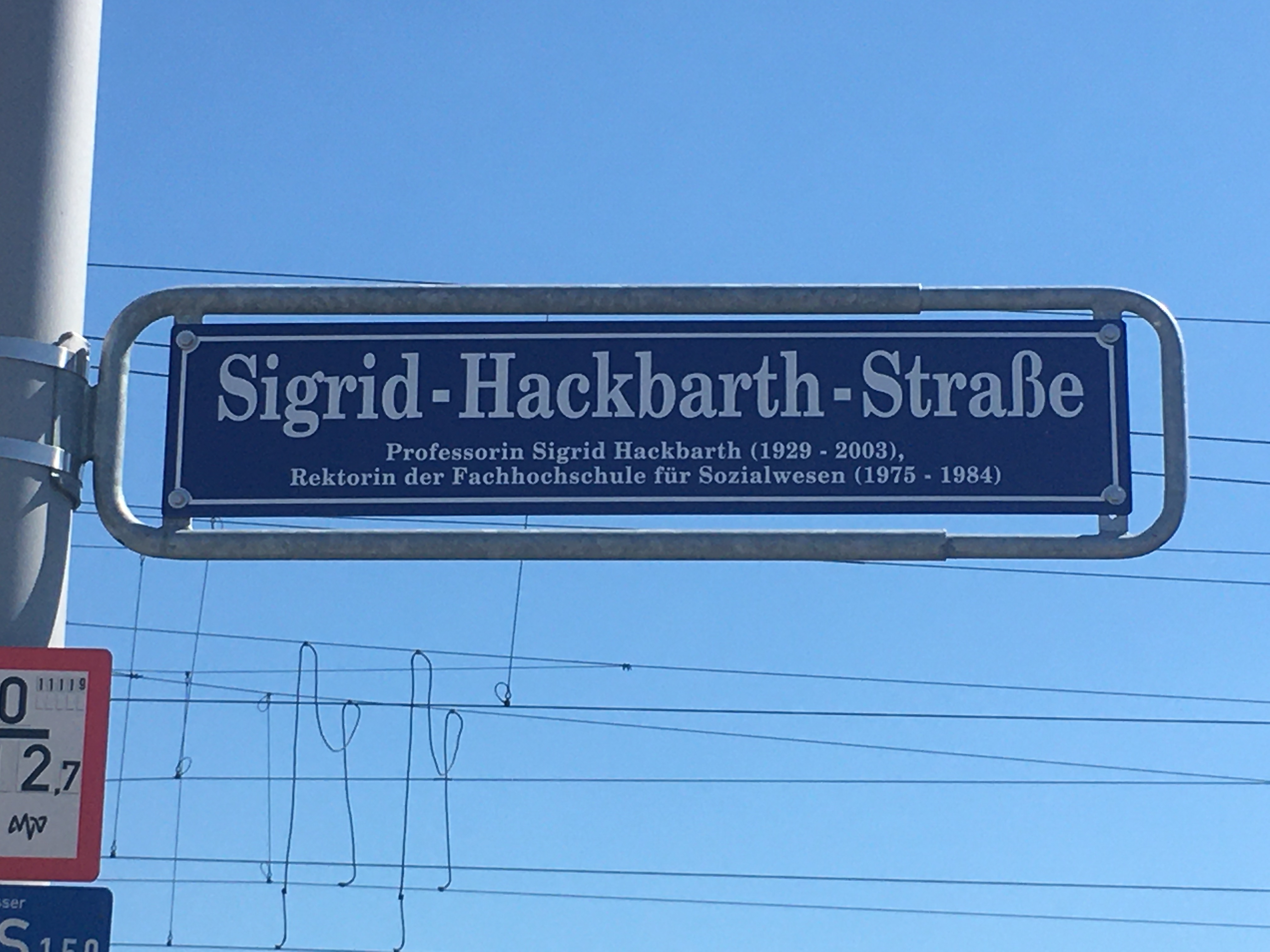
Straßenschild der Sigrid-Hackbarth-Straße in Mannheim-Lindenhof

Sigrid Hackbarth (* 20. August 1929 in Wesseling bei Köln als Sigrid Held; † 13. Juli 2003 in Mannheim) war eine deutsche Diplom-Psychologin und erste Rektorin einer Fachhochschule in Baden-Württemberg.

## Leben
Sigrid Hackbarth wurde als Tochter des Präses der Evangelischen Kirche im Rheinland Heinrich Held und dessen Frau Hildegard Held, geb. Röhrig in Wesseling bei Köln geboren. Nach ihrem Abitur 1952 studierte sie in München und Heidelberg Psychologie und leitete als Diplom-Psychologin acht Jahre lang die kommunale Erziehungsberatungsstelle in Weinheim. Ab 1972 war sie zunächst in der Funktion einer Lehrbeauftragten und anschließend als Professorin an der Fachhochschule für Sozialwesen in Mannheim tätig. Diese wurde später als Fakultät für Sozialwesen in die Hochschule Mannheim eingegliedert. Im April 1975 übernahm sie dort den Fachbereich Sozialarbeit und ein Jahr später am 1. April 1976 als erste Frau in Baden-Württemberg das Rektorenamt.
Acht Jahre stand sie der Fachhochschule als Rektorin vor und musste in dieser Zeit mit erheblichen Finanzierungs- und Stellenkürzungen zurechtkommen und die drohende Schließung ihrer Einrichtung abwehren. 1984 übergab sie dann das Rektorat an ihren Nachfolger Joachim Auer und ging zurück in die Lehre. Während ihrer Amtszeit wurde an der Hochschule die Vergabe von Diplomen für Sozialarbeiter und Sozialpädagogen eingeführt. Der Schwerpunkt ihrer Arbeit lag auf der Sozialpsychiatrie sowie Gewalt in Familien.
Sie engagierte sich ehrenamtlich im Drogenverein, für das Frauenhaus und beim Landeswohlfahrtsverband. Des Weiteren war sie Vorstandsvorsitzende des Vereins "Notruf für sexuell misshandelte Frauen und Mädchen" und hatte das Amt einer Schöffin am Amtsgericht Mannheim inne.
Verheiratet war sie mit dem Maler und Jazzmusiker Joe Hackbarth.
In Mannheim-Lindenhof ist eine Straße nach Sigrid Hackbarth benannt.